# زمين حسن (غافروبارمون)
زمین حسن (بالفارسية: زمین حسن) هي قرية تقع في إيران في هرمزغان. يقدر عدد سكانها بـ 251 نسمة بحسب إحصاء 2016.